# Las Ketchup
«Las Ketchup» — музыкальный квартет, состоящий из четырёх сестёр — Пилар, Лусии, Лолы и Росио из Кордовы. Их отец — известный в Кордове гитарист фламенко Хуан Муньос по прозвищу Томате (не путать с Томатито, который имеет другое имя и живёт в Альмерии). Поэтому и название их альбома Hijas Del Tomate можно перевести как «Дочери Томате», да и в названии самого квартета явно присутствует «помидорная» тема.
В 2002 году сингл Aserejé возглавил хит-парады многих европейских и латиноамериканских стран, став номером 1 в чартах Испании (11 недель на первом месте, продано более 30 тысяч копий), Италии (8 недель на первом месте), Швейцарии (5 недель), Бельгии (5 недель), Голландии (4 недели), Швеции (3 недели), Франции (1 неделя), Германии (1 неделя) и Финляндии (1 неделя).
В Латинской Америке сингл и альбом входили в большинство местных Top-5, а радиосингл удерживал вершину хит-парадов в Аргентине, Венесуэле, Перу, Центральной Америке и Чили.

## История
Группу в 2001 году заметил продюсер Мануэль Руис («Queco») и всемирно известный сингл вышел на независимом лейбле Руиса — Shaketown Music. В 2006 одна из участниц, Пилар, родила ребёнка и после долгого отсутствия в группу вернулась Росио, которой не было ранее на выступлениях и промо из-за беременности. Группа участвовала в 2006 году в конкурсе Евровидении от Испании и заняли в финале 21-е место с песней Bloody Mary.
В числе премий: Ondas Awards в 2002 (лучший исполнитель/группа), Billboard Latin Music Awards в 2004 (лучший альбом, Hijas del Tomate).

## Дискография

### Альбомы
- 2002 — Hijas del Tomate
- 2006 — Un Blodymary

### Синглы
| Год  | Название                 | Позиция в чартах | Позиция в чартах | Позиция в чартах | Позиция в чартах | Позиция в чартах | Позиция в чартах | Позиция в чартах | Позиция в чартах | Позиция в чартах | Позиция в чартах | Позиция в чартах | Позиция в чартах | Позиция в чартах | Позиция в чартах | Позиция в чартах | Позиция в чартах | Позиция в чартах | Позиция в чартах | Позиция в чартах | Позиция в чартах |
| Год  | Название                 | AUT              | AUS              | BEL (Vl)         | BEL (Wa)         | DEN              | NET              | FIN              | FRA              | GER              | HU               | IRE              | ITA              | NZ               | NOR              | ESP              | SWE              | SWI              | UK               | US               | WW               |
| ---- | ------------------------ | ---------------- | ---------------- | ---------------- | ---------------- | ---------------- | ---------------- | ---------------- | ---------------- | ---------------- | ---------------- | ---------------- | ---------------- | ---------------- | ---------------- | ---------------- | ---------------- | ---------------- | ---------------- | ---------------- | ---------------- |
| 2002 | Aserejé/The Ketchup Song | 1                | 1                | 1                | 1                | 1                | 1                | 1                | 1                | 1                | 1                | 1                | 1                | 1                | 1                | 1                | 1                | 1                | 1                | 54               | 1                |
| 2002 | Kusha Las Payas          | 36               | -                | -                | -                | 89               | -                | -                | 38               | 76               | -                | -                | 59               | -                | -                | -                | -                | 29               | -                | -                | -                |
| 2006 | Un Bloodymary            | -                | -                | -                | -                | -                | -                | 8                | -                | -                | -                | 10               | -                | -                | -                | 7                | 38               | 82               | -                | -                | -                |